# Бумеранг (фільм, 1992)
Бумеранг (англ. Boomerang) — американська романтична кінокомедія 1992 року режисера Реджинальда Гудліна. У фільмі знялися Едді Мерфі, Робін Гівенс та Геллі Беррі.

## Сюжет
Маркус Грем — чарівний донжуан. Він починає роботу в компанії «Chantress» у відділі маркетингу і вибирає собі чергових жертв серед своїх колег жіночої статі. Одна з них — його бос, керівник відділу маркетингу Жаклін Броєр. Маркусу доводиться пустити в хід всі свої прийоми і чарівність, але в підсумку він домагається свого.
Маркус і Жаклін проводять ніч разом, але їх подальшим зустрічам постійно щось заважає. Маркус не хоче подавати вид, як він «запав» на дівчину, але його дратує, що Жаклін охолола і більше зайнята роботою, ніж ним. Стрес починає заважати роботі. Маркус провалює чергове завдання з рекламної кампанії парфумів, і його ледь не звільняють. Допомагає йому його нова подруга Анджела Льюїс, яка працює художницею в відділі дизайну, придумавши нове візуальне рішення. Спочатку вони тримаються просто як друзі, крім того, до Анджели залицяється приятель Маркуса — Джерард. Однак поступово Маркус відчуває потяг до Анджели. Він навіть не залицявся до неї — все сталося само собою. Джерард, дізнавшись, що у нього крадуть дівчину, посварився з Маркусом. Нові ідеї Маркуса буквально вразили топ-менеджерів компанії. Жаклін знову в захваті від нього.
Анджела, дізнавшись, що Маркус її зрадив зі своєю начальницею, негайно розриває відносини і звільняється з «Chantress». Маркус розуміє, що, схоже, вперше в житті по-справжньому закохався, і не знаходить собі місця. Проходить чотири місяці. Маркус теж звільняється і влаштовується на роботу вчителем малювання в школі. Врешті-решт він не витримує, розшукує нове місце роботи Анджели і приходить миритися. Анджела прощає його, і вони знову разом.

## У ролях
| Актор           | Роль            |
| --------------- | --------------- |
| Едді Мерфі      | Маркус Грем     |
| Робін Гівенс    | Жаклін Броєр    |
| Геллі Беррі     | Анджела Льюїс   |
| Девід Алан Грір | Джерард Джексон |
| Мартін Лоуренс  | Тайлер Гокінс   |
| Грейс Джонс     | Гелен Стрейндж  |
| Джеффрі Голдер  | Нельсон         |
| Ерта Кітт       | леді Елоїза     |
| Кріс Рок        | Боні Ті         |
| Тіша Кемпбелл   | Івонн           |
| Лела Рочон      | Крісті          |
| Джон Візерспун  | мр. Джексон     |